# Bacourt
Bacourt – miejscowość i gmina we Francji, w regionie Grand Est, w departamencie Mozela.
Według danych na rok 1990 gminę zamieszkiwało 96 osób, a gęstość zaludnienia wynosiła 25 osób/km² (wśród 2335 gmin Lotaryngii Bacourt plasuje się na 949. miejscu pod względem liczby ludności, natomiast pod względem powierzchni na miejscu 1109.).